# Viscacha
De viscacha (Lagostomus maximus) is een knaagdier uit de familie van de wolmuizen (Chinchillidae), waartoe onder andere ook de chinchilla behoort, en de onderfamilie der viscacha-achtigen (Lagostominae). Het is het grootste lid van de familie van de wolmuizen, en de enige nog levende soort uit de onderfamilie.

## Kenmerken
De viscacha heeft een dichte, zachte vacht, die bruinig grijs van kleur is. De buikzijde is wit van kleur. De staart is grijzig bruin met een zwarte punt. Over de vrij platte kop lopen horizontale zwarte en witte strepen. De viscacha wordt 45 tot 65 centimeter lang en 5 tot 10 kilogram zwaar. De staart is 15 tot 20 centimeter lang. Mannetjes kunnen twee keer zo zwaar worden als vrouwtjes.

## Leefwijze
De omgeving van het hol wordt goed onderhouden. Ieder grassprietje wordt verwijderd, zodat ze voldoende uitzicht hebben over de omgeving, en vijanden (waaronder de grison), kunnen zien naderen. Voor de ingang van het gangenstelsel ligt een grote stapel takken, stenen en botten, die daar door de viscacha's naartoe zijn gesleept. In de schemering verlaten ze het hol om naar voedsel te zoeken. De viscacha leeft van gras, zaden en wortels.

## Verspreiding
De viscacha komt voor op de pampa's van Patagonië, Zuidoost-Bolivia, Zuid- en West-Paraguay, Noord-, Centraal- en Oost-Argentinië en Chili. Hier leggen ze grote en uitgebreide gangenstelsels aan, viscachera's genaamd. Een viscachera bestaat uit een centrale kamer, van waar verscheidene gangen lopen. Bij elkaar kan een viscachera wel 300 meter beslaan. In een viscachera leeft een kolonie van vijftien tot vijftig dieren.
In de hoge bergen van de Andes, boven de 4000 meter komen de dieren ook voor tussen de puinrotsen waar nog redelijk wat groen is. Hier heeft het dier ongeveer dezelfde leefwijze als de marmotten in de Alpen.

## Interactie met de mens
Viscacha's worden fel bejaagd voor de vacht en het vlees. Ook zijn ze voedselconcurrenten van landbouwdieren, vernielen ze met hun zure urine weidegronden en zijn hun verborgen gangen een gevaar voor mensen, koeien en paarden, die in de gangen kunnen vallen en zich zo kunnen verwonden, wat regelmatig voorkomt. Desondanks is de viscacha een vrij algemene soort.